# Alpaida grayi
Alpaida grayi este o specie de păianjeni din genul Alpaida, familia Araneidae. A fost descrisă pentru prima dată de Blackwall, 1863. Conform Catalogue of Life specia Alpaida grayi nu are subspecii cunoscute.